# 石毛輝
石毛 輝（いしげ あきら、1984年3月18日 - ）は、日本の音楽家である。

## 来歴
2005年5月21日 - the telephones結成。
2010年12月15日 - 石毛輝名義でソロ活動スタート。1stアルバム「from my bedroom」をリリース。
2012年5月23日 - 石毛輝 2ndアルバム「My Melody（Diary Of Life)」をリリース。
2014年2月26日 - 石毛輝 3rdアルバム「Dark Becomes Light」をリリース。
2015年11月3日 - さいたまスーパーアリーナにてthe telephones活動休止前最後のライブ「the telephones presents "Last Party ～We are DISCO!!!～"」を開催。
2016年3月 - 新バンドlovefilmを結成。4月30日- Base Ball Bearが開催した「日比谷ノンフィクションⅤ 〜LIVE BY THE C2〜」にはサポートギターとして出演した。
2017年8月 - バンドYap!!!を結成、その活動に合わせて新レーベル「Romantic 1984」を設立。

## ディスコグラフィ

### 参加作品
- 菅野よう子 × 石毛輝 from the telephones - 「SURELY SOMEDAY」　[2010/7/7]
  - M-1「Guilty」
- 吉井和哉 - 「The Apples」　[2011/4/13]
  - M-3「VS」 synthesizer / programming - 石毛輝 (the telephones)
- DJ 片平実（Getting Better） MEGA ROCK MIX CD - ROCK ON ROCK　[2012/5/23]
  - M-29 BONUS TRACK「ガラス」　Track：石毛輝（the telephones）

### 楽曲提供
- バンドじゃないもん!
  - 「雪降る夜にキスして/イヌイットディスコ」。アルバム『Re:start』に収録。（2013年12月18日）

## 出演

### 出演ライブ
- Such A Night Extra（2017年9月29日）

### レギュラー番組
- WOWOWぷらすと（WOWOW）- 司会

### テレビドラマ
- ある日、下北沢で（2024年3月17日〈予定〉、TOKYO MX）[1]